# نبرد میدوی
نبرد میدوِی بزرگ‌ترین نبرد دریایی در اقیانوس آرام در جنگ جهانی دوم بود. روز ۴ ژوئن ۱۹۴۲ نبرد دریایی میدوی در اقیانوس آرام میان امپراتوری ژاپن و ایالات متحده آغاز شد. این نبرد یکی از تعیین‌کننده‌ترین نبردهای جنگ جهانی دوم در منطقه اقیانوس آرام محسوب می‌شود.
نیروی دریایی امپراتوری ژاپن قصد داشت با تسخیر جزایر میدوی حوزه دفاعی خود در اقیانوس آرام را گسترش داده و خطر هرگونه ضدحمله آمریکایی‌ها را از جزایر هاوایی یا استرالیا از بین ببرد. در جزایر میدوی پایگاه‌های هوایی پیشرفته‌ای برای حفاظت از هاوایی توسط آمریکایی‌ها ایجاد شده بود.
دریادار یاماموتو ایسوروکو، فرمانده ناوگان ترکیبی امپراتوری ژاپن، پیش از این فرماندهی حمله به پایگاه دریایی پرل هاربر ایالات متحده در هاوایی را بر عهده داشت که منجر به آغاز جنگ میان ایالات متحده و امپراتوری ژاپن شد. یاماموتو در پی موفقیت در نبرد دریای کورال تصمیم گرفت با حمله به جزایر میدوی و پایگاه دریایی آمریکایی‌ها در آن، بخش اصلی ناوهای هواپیمابر ایالات متحده را نابود کرده و تسلط ژاپن بر اقیانوس آرام را تضمین کند. ساعت ۴:۳۰ بامداد روز ۴ ژوئن سال ۱۹۴۲ دریابد ناگومو چوایچی حمله به جزایر میدوی را با استفاده از تعداد زیادی هواگرد بمب‌افکن و اژدرانداز آغاز کرد.
بمباران‌های هواگردهای ژاپنی برای نابود کردن مواضع دفاعی آمریکایی‌ها در جزایر میدوی و تصرف آن کافی نبود. نبردی سهمگین در دریا و آسمان میان نیروهای دو طرف درگرفت. از چهار ناو هواپیمابر ژاپنی که برای این حمله اعزام شده بود، دو فروند همان روز نخست و دو فروند دیگر روز ۵ ژوئن غرق شدند. ناوهواپیمابر یورک‌تاون آمریکایی‌ها نیز که به شدت آسیب دیده بود، روز ۷ ژوئن غرق شد.
اطلاعات دقیق آمریکایی‌ها سبب شده بود که از نقشه دریادار ایسوروکو از پیش آگاه شده و در نتیجه ضربات قاطعی بر ناوگان ژاپن وارد کردند. پس از این نبرد به حضور نظامی ژاپن در اقیانوس آرام مرکزی پایان داده شد.

## پیش‌زمینه
نیروی دریایی امپراتوری ژاپن از اواخر ماه آوریل و ماه مه سال ۱۹۴۲ شروع به یورش به سمت گینه نو و استرالیا در جنوب و جزایر سلیمان و فیجی در شرق کرد. درگیری‌های دریایی متعاقب موجب وارد آمدن خسارات به طرفین از جمله غرق شدن لکسینگتون، ناوهواپیمابر آمریکایی شد.

## طرح‌ریزی ژاپنی‌ها

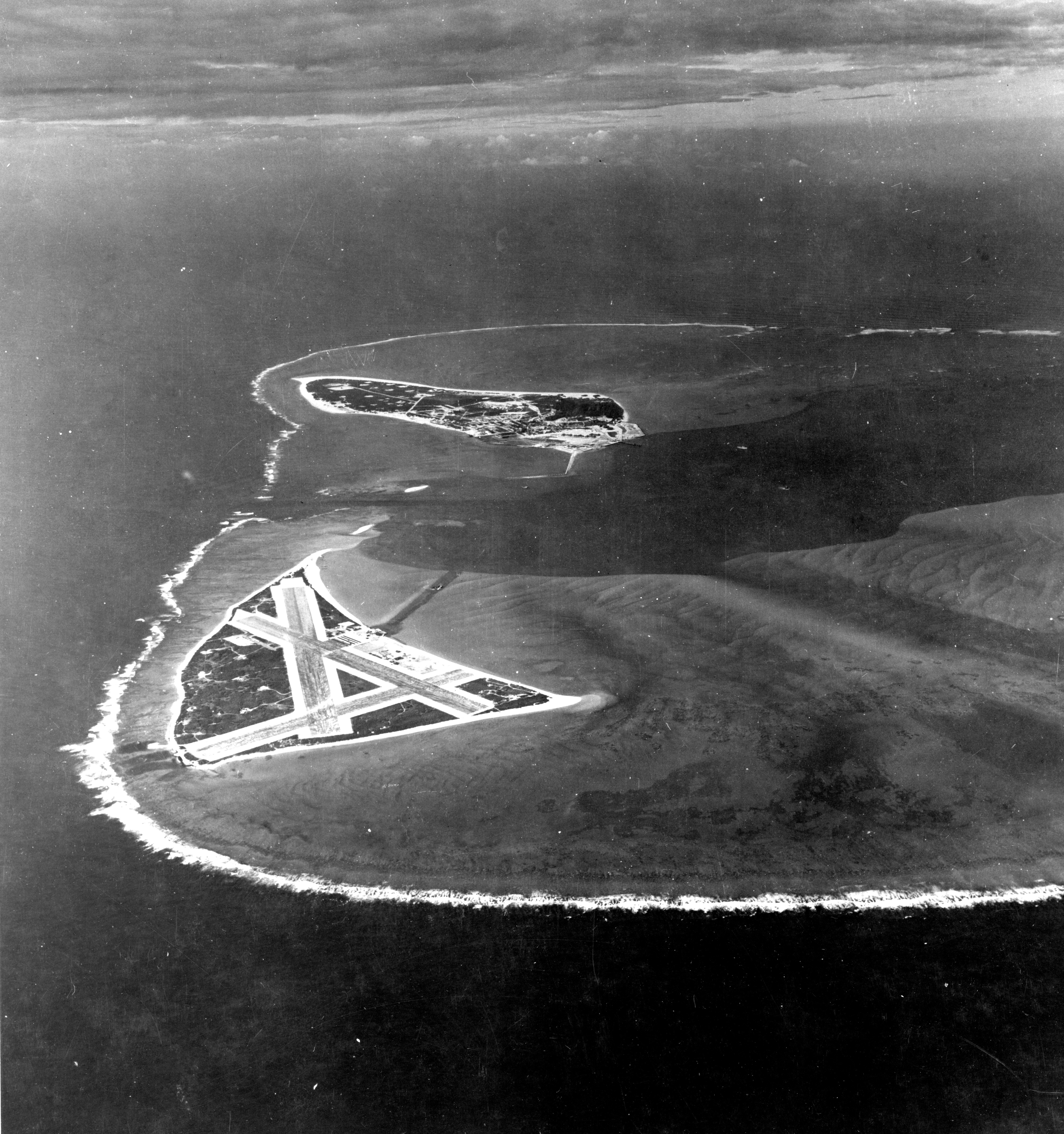
عکس هوایی از جزیره مرجانی میدوی، که درست به سمت جنوب غرب در سراسر ضلع جنوبی جزیره مرجانی نگاه می‌کند، ۲۴ نوامبر ۱۹۴۱. جزیره شرقی، در آن زمان محل فرودگاه میدوی، در پیش زمینه است. جزیره شنی، محل اکثر امکانات پایه دیگر، در عرض کانال ورودی است

ژاپنی‌ها اوایل ماه ژوئن سال ۱۹۴۲ در حال آماده‌سازی برای تصرف جزایر میدوی، غربی‌ترین پایگاه باقیمانده آمریکایی‌ها در اقیانوس آرام، بودند تا حوزه تحت سلطه خود را تا ۲۰۰۰ کیلومتری هاوایی برساندند. پس از بمباران توکیو در میانه آوریل سال ۱۹۴۲، ژاپنی‌ها در تلاش بودند دیگر اجازه نزدیک شدن آمریکایی‌ها به خاک اصلی ژاپن را ندهند. هدف ژاپنی‌ها از حمله به میدوی و پایگاه دریایی حیاتی آن، کشاندن نیروی هواپیمابر ایالات متحده به یک «نبرد تعیین‌کننده» و انهدام آن بود. ژاپنی‌ها میدوی را «نگهبانی برای هاوایی» می‌دانستند.
طرح دریابد یاماموتو ایسوروکو، فرمانده ناوگان ترکیبی ژاپن بدین منظور پیچیدگی و مقیاس بی‌سابقه‌ای داشت و تقریباً تمامی کشتی‌های رزمی نیروی دریایی امپراتوری ژاپن را در بر می‌گرفت که مجموعاً شامل حدود ۱۴۰ کشتی جنگی و چندین کشتی پشتیبانی می‌شد. مهم‌ترین بخش این شناورها چهار ناو هواپیمابر نیروی متحرک دریابد ناگومو چوایچی شامل آکاگی، کاگا، هیریو و سوریو، بود. این ناوهای هواپیمابر در مجموع ۲۵۰ هواگرد ناوپایه داشتند که ۲۳۰ فروند از آن‌ها عملیاتی بودند. همچنین ۲۱ هواگرد خشکی‌پایه میتسوبیشی زیرو جهت استفاده در میدوی پس از تصرف آن حمل می‌شدند.

## آماده‌سازی ایالات متحده
رمزشکن‌های ناوگان اقیانوس آرام ایالات متحده در هاوایی، طرح کلی و زمان تقریبی عملیات ژاپنی‌ها در میدوی را کشف کردند. دریابد چستر نیمیتز، فرمانده ناوگان اقیانوس آرام ایالات متحده، طرحی برای به کمین انداختن دشمن آماده ساخت. طرح کمین نیمیتز وابسته به عدم شناسایی ناوهای هواپیمابر او تا پیش از حمله آمریکایی‌ها به ناوهای هواپیمابر ژاپنی بود. بدین منظور او سه ناو هواپیمابر شامل اینترپرایز و هورنت در گروه ضربت ۱۶ و یورک‌تاون در گروه ضربت ۱۷، در دسترس داشت. یورک‌تاون در نبرد دریای کورال آسیب دیده بود و ژاپنی‌ها تصور می‌کردند قادر به عملیات نیست اما به شکل خارق‌العاده‌ای در عرض کمتر از سه روز تعمیر شد. سه ناو هواپیمابر آمریکایی مجموعاً ۲۳۴ هواگرد حمل می‌کردند که ۲۲۱ فروند از آن‌ها عملیاتی بودند. علاوه بر این، حدود ۸۰ هواگرد رزمی خشکی‌پایه و ۳۲ قایق پرنده کاتالینا نیز در اختیار آمریکایی‌ها بود.
بدین ترتیب، آمریکایی‌ها در ناحیه عملیاتی هواگرد بیشتری در اختیار داشتند اما هواگردهای ژاپنی، مخصوصاً هواگردهای اژدرانداز آن‌ها، از توان آتش بیشتری برای غرق کردن کشتی‌های دشمن برخوردار و خلبانان ژاپنی عموماً بسیار باتجربه‌تر بودند.

## آغاز تهاجم ژاپنی‌ها

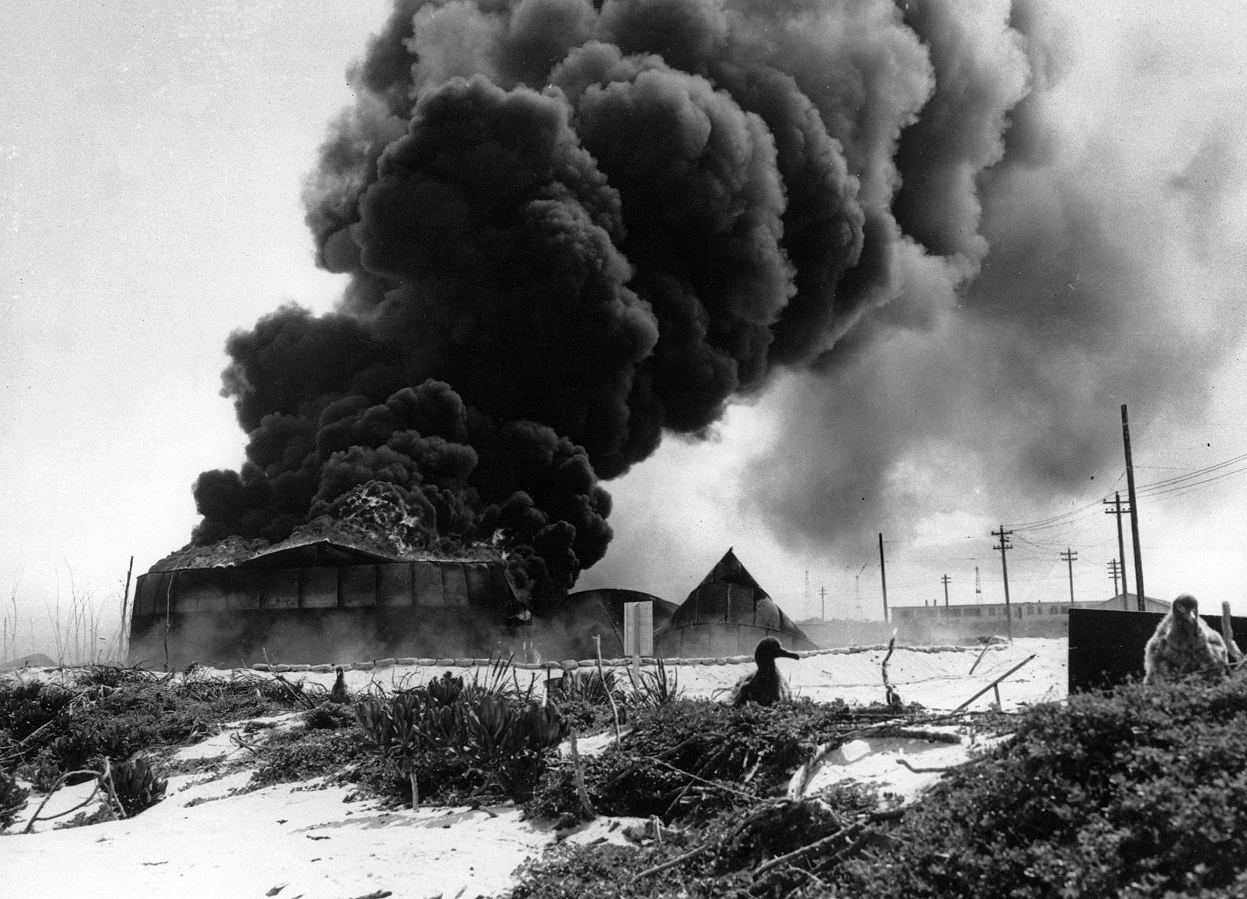
مخازن نفت منهدم‌شده توسط ژاپنی‌ها در میدوی

ساعت ۴:۳۰ بامداد روز ۴ ژوئن سال ۱۹۴۲، نخستین موج از تهاجم ژاپنی‌ها شامل ۳۶ هواگرد اژدرانداز مسلح به بمب‌های خشکی، ۳۶ بمب‌افکن شیرجه‌ای و ۳۶ جنگنده زیرو، از چهار ناو هواپیمابر برخاستند تا به میدوی حمله ببرند. همین زمان، ۷ هواگرد شناسایی ژاپنی نیز برای یافتن کشتی‌های آمریکایی در منطقه، به پرواز درآمدند. ساعت ۷:۱۵ صبح، حداقل ۳۶ هواگرد اژدرانداز مسلح به اژدر و ۳۶ بمب‌افکن شیرجه‌ای مسلح به بمب‌های ضد کشتی آماده بودند تا در قالب موج دوم در صورت شناسایی هر کشتی دشمن به آن حمله کنند. تعداد کافی جنگنده برای دفاع هوایی از ناوهای هواپیمابر و همراهی بمب‌افکن‌ها و هواگردهای اژدرانداز باقی بودند. اگر ژاپنی‌ها ناوگان آمریکایی را به موقع پیدا می‌کردند می‌توانستند پیش از اقدام دشمن، با یک یورش تمام عیار ضربه‌ای نابود کننده به آن وارد آورند و پیروز نبرد شوند.
ساعت ۷:۲۸ صبح حضور نیروهای آمریکایی در منطقه مورد شناسایی هواگردهای ژاپنی قرار گرفت. گزارشی مبهم از سمت تونه ۴، یکی از هواگردهای شناسایی که ساعت ۷:۴۰ به دست ناگومو رسید، از مشاهده «۱۰ کشتی» خبر می‌داد. به هر صورت ناگومو نتوانست از این مزیت به موقع استفاده کند؛ چرا که هواگردهای اژدرانداز او از ساعت ۷:۱۵ به دستور خودش، در حال باز تسلیح به بمب‌های خشکی جهت حمله دوم به میدوی بودند و موقتاً حالت عملیاتی نداشتند. ناگومو ساعت ۷:۴۵ فرمان به تعلیق عملیات باز تسلیح داد و در دقایق آتی دو بار از هواگرد شناسایی خواست نوع کشتی‌های مشاهده شده را مشخص نماید. تونه ۴ ساعت ۸:۰۹ گزارش کرد کشتی‌های مورد نظر شامل پنج ناو و پنج ناوشکن می‌شود. ساعت ۸:۲۰ این هواگرد شناسایی یک ناو هواپیمابر آمریکایی را گزارش کرد. این گزارش ساعت ۸:۳۰ به اطلاع ناگومو رسید. به جای اعزام بلافاصله هواگردهای آماده، ناگومو تصمیم گرفت یورش را تا پس از اجرای تهاجم موج نخست به میدوی، به تعویق بیندازد. اجرای حمله هماهنگ با هواگردهای اژدرانداز باز تسلیح‌شده به همراه بمب‌افکن شیرجه‌ای و جنگنده‌ها برای ساعت ۱۰:۳۰ برنامه‌ریزی شد.

## حمله آمریکایی‌ها
حدود ساعت ۱۰:۲۵ ناوهای هواپیمابر ژاپنی در شرایطی که با توجه به اطلاع پیشین آن‌ها از حضور آمریکایی‌ها در حقیقت به کمین نیفتاده بودند، مورد حمله بمب‌افکن‌های شیرجه‌ای آمریکایی از دو ناو هواپیمابر اینترپرایز و یورک‌تاون قرار گرفتند. در این زمان ناوهای هواپیمابر ژاپنی در آسیب‌پذیرترین حالت ممکن با سطحی پر از بمب‌افکن‌های مسلح و سوخت‌گیری‌شده، بودند. در عرض دو دقیقه ۹ بمب با وزنی بالغ بر ۴۵۰ کیلوگرم به سه ناو هواپیمابر ژاپنی آکاگی، کاگا و سوریو اصابت کرد. این بمب‌ها بدون قابلیت نفوذ در زره، به خودی خود لزوماً برای ناوهای هواپیمابر ژاپنی مرگبار نبودند؛ بلکه انفجار مخازن سوخت و مهمات موجود در سطح آن‌ها خسارت زیادی به بار آورد. بدین شکل تا ساعت ۱۰:۳۰ دقیقه صبح نبرد برای ژاپنی‌ها مغلوبه شد.